# Sitiveni Sivivatu
Sitiveni Waica Sivivatu (Suva, 19 de abril de 1982) es un exrugbista neozelandés, nacido en Fiyi, que se desempeñaba como wing. Fue internacional con los All Blacks de 2005 a 2011.

## Biografía

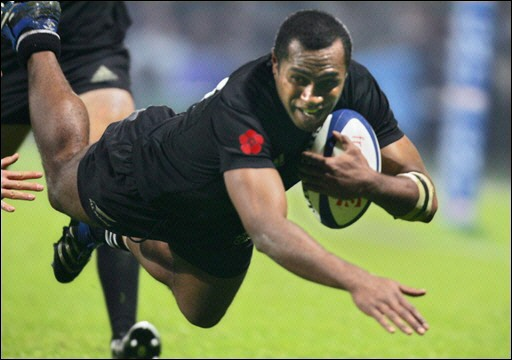
Anotando para los All Blacks, 2007.

Nacido en Fiyi, se mudó a Nueva Zelanda en su adolescencia y estudió en la prestigiosa Escuela Wesley. Su ídolo deportivo es el francés Philippe Sella y vivió con la familia de Joe Rokocoko, por eso ambos se consideran «primos».
Debutó en la primera de los Counties Manukau Steelers (equipo de la liga neozelandesa) en 2001, se unió al Súper Rugby contratado por los Chiefs y jugó el NPC con los Waikato Mooloos; ganando la Air NZ Cup 2006. En abril de 2007 Sivivatu se declaró culpable de abofetear a su esposa, dijo: «Claramente estoy arrepentido de lo que hice» y se le ordenó pagar una multa.

### Europa
Se incorporó al ASM Clermont Auvergne, un poderoso económicamente club francés, para el Top 14 2011-12 y así se autoeliminó de la selección. En noviembre de 2013 fue convocado a los Barbarians franceses para enfrentar a Samoa.
A finales de 2013 firmó un contrato de traspaso al Castres Olympique, entonces el reinante campeón de Francia. Luego de tres temporadas, al finalizar la de 2016, se retiró y se continuó en el club como segundo entrenador.

## Selección nacional
Graham Henry lo seleccionó a los All Blacks por vez primera para las pruebas de mitad año 2005 y debutó ante Fiyi. En la Gira de los Lions 2005 fue titular en las tres pruebas contra los Leones Británicos e Irlandeses.
Un rugbista ágilmente potente, veloz y prolífico anotador de tries, compitió en su puesto con Rico Gear, Doug Howlett y Caleb Ralph, imponiéndose como titular. Ganó The Rugby Championship tres ediciones (2006, 2007 y 2008) y marcó 29 tries.
Para 2011 había perdido la titularidad con Richard Kahui y decidió aceptar una millonaria oferta del ASM Clermont Auvergne, quedando eliminado automáticamente de la selección por su partida al Top 14 de Francia. Los All Blacks ganarían el mundial de Nueva Zelanda 2011.

### Participaciones en Copas del Mundo
Henry lo llevó a Francia 2007 como titular, formando la línea del fondo con Leon MacDonald y Rokocoko. Los de negro fueron eliminados por Les Bleus en los cuartos, siendo la peor participación en su historia. 
| Mundial                       | Sede    | Resultado        | PJ | Tries |
| ----------------------------- | ------- | ---------------- | -- | ----- |
| Copa Mundial de Rugby de 2007 | Francia | Cuartos de final | 4  | 4     |

### Pacific Islanders
En 2004 el neozelandés John Boe lo seleccionó a los Pacific Islanders para disputar la Gira debut. Fue titular indiscutido, jugó en las tres pruebas (Wallabies, Nueva Zelanda y los Springboks) y le marcó un doblete a los All Blacks y otro a Sudáfrica.